# Rostro al mar
Rostro al mar és una pel·lícula dirigida per Carlos Serrano de Osma, estrenada l'any 1951, que tracta sobre els exiliats a la terminació de la guerra civil espanyola.

## Argument
Un exiliat comunista espanyol que ha passat uns anys als camps de concentració soviètics, aconsegueix escapar i entrar a Espanya amb l'únic objectiu de veure la seva dona i conèixer a la seva filla que nasqué estant a l'exili.

## Repartiment[2]
| Actor / actriu      | Personatge fictici   |
| ------------------- | -------------------- |
| Eulalia Montero     | Isabel               |
| Carlo Tamberlani    | Alberto Santiesteban |
| Antonio Bofarull    | Manuel               |
| José Manuel Soriano | Ramón                |
| Camino Garrigó      | Doña Maria           |
| Paco Melgares       | Marcos               |
| Lili Vicenti        | Catherine            |

## Al voltant de la pel·lícula
El film fou rodat a Marsella, Barcelona (Orphea Films) i Girona (Cadaqués). La pel·lícula fou estrenada a Barcelona el 8 de setembre de 1952, simultàniament als cines Astoria i Cristina. Prèviament ja havia sigut presentada a altres ciutats espanyoles, sent la primera Sevilla, que va ser un dels pocs llocs a on va rebre bones crítiques.
La crítica catalana valorà l'interès de tractar un tema inèdit i rellevant, com és l'exili i la consegüent nostàlgia de la pàtria llunyana, però es lamentà que un film que "va poder ser una crònica veraç del cas dels exiliats espanyols a l'acabament de la guerra civil es convertí de fet en una pel·lícula de tons sentimentals molt acusats, a la que juguen els clàssics temes de l'amor, el sacrifici i el corresponent final feliç".
La mala acollida del pùblic i crítica a Barcelona provocà el retard de l'estrena a Madrid, que es produí un any després.